# 战役
战役是在两个或多个作战方之间发生的，在爆发地点范围和时间上有限的战斗。大的战役的战场可达数百平方公里，时间可达数周。现代战争中的战役往往由多次不同的部队之间的战斗组成。与战斗不同的是战役的规模往往大得多，对一场战争往往有决定性作用。战役一般用其地点来命名，但也有用时间或参战双方来命名的。

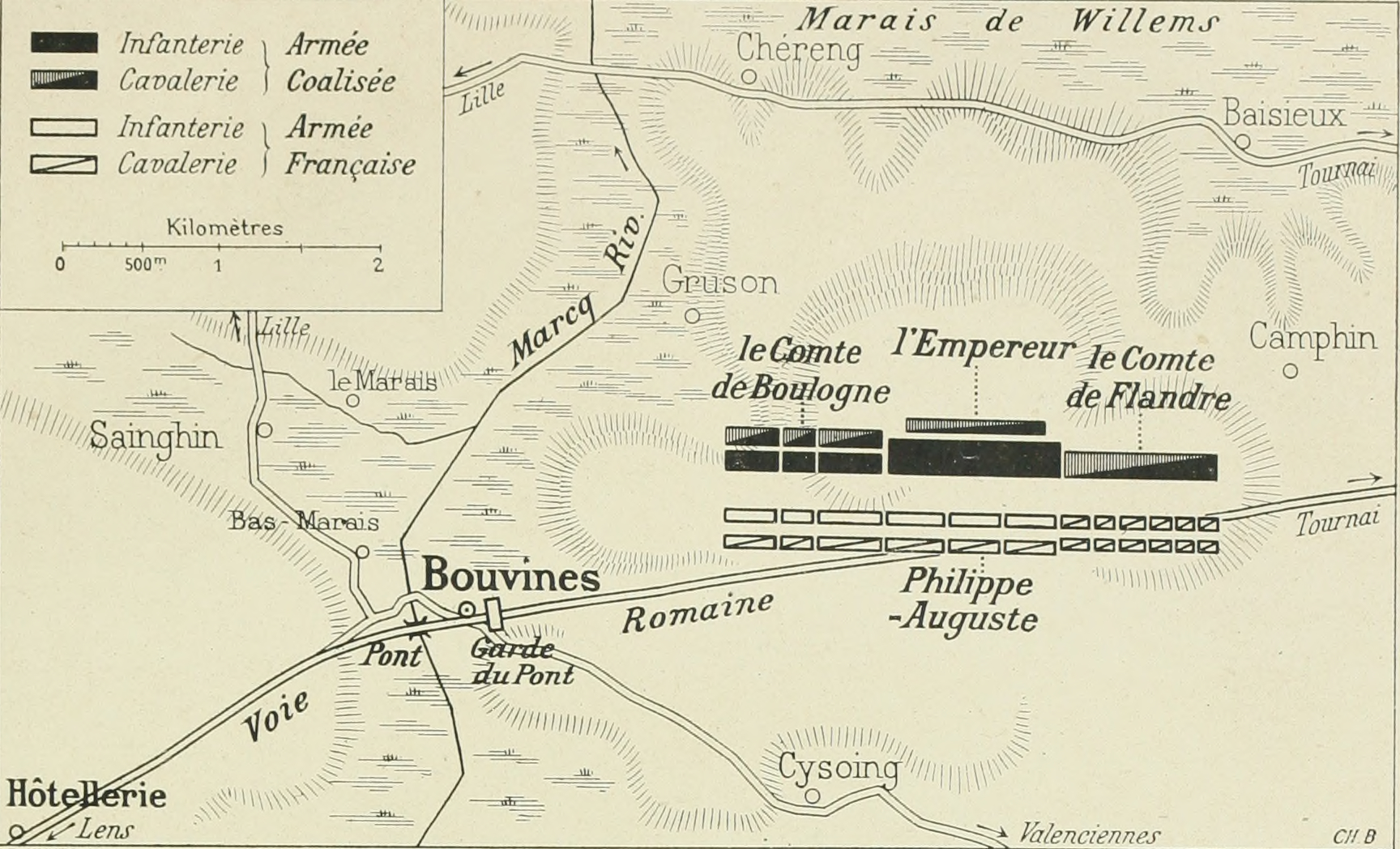
布汶戰役雙方的戰前部署

在军事学术语，战役属于一个作战级别等级，战役高于战斗，小于战争。一场战争由若干战役组成，一个战役由若干战斗组成。大的战役还会由若干中型、小型战役组成。大的战役也在有的场合被称之为会战。对于这一系列术语的定义，各国军方定义不一。

## 词源
汉语中，战役一词是近代才出现的，古代并没有这一术语，所以古代中国及东亚各国的战役往往被冠以「某某之战」，例如赤壁之戰、關原之戰。
汉语中第一次出现“战役”一词是甲午战争中出现的。爆发于1894年9月17日的黄海海战，广泛出现了“甲午战役”的称呼。此后战役一词广泛运用于汉语语境，例如淮海战役或辽沈战役。
1908年，蔡锷将军首次在汉语语境中将战役定义为一个作战等级，此后在中国各军队都开始逐渐使用“战役”这一术语，也有表述为“某某之役”的形式。
苏联自20世纪20年代使用Битва一词指代比战争小、比战斗大规模的作战行动，这一术语被中国共产党派往苏联学习军事的干部所继承并在中国工农红军中广为使用。中国工农红军作战机构在制定作战方案时广泛使用了“战役”这一术语并多以地名进行冠名，或多个地名组合进行冠名（如红四方面军曾制定的文武成康战役计划），这一军事作业规程被中国共产党武装力量所继承并沿用至中国人民解放军时期。
中国人民解放军军语的概念，作战行动的规模在师以上，即可由战斗归为战役。中国人民解放军在划分战役、战斗时，对己方军队按照编制区分，对于与中国人民解放军编制迥异的军队（如二战时之日军）则按照相似的编制级别判断当属战役或战斗。一般约10000人参加即可划归战役。
中华民国国民革命军对战役一词使用则更为随意，一般在战役之上还广泛使用会战这一概念。在不同的作战环境，作战行动命名并不严格。
在美国，对应概念直到1982年才正式出现，使用的是operation一词，非军方的中文媒体对这一次多采用直译，即“行动”。但根据两国军方军语中的对应来看，operation一词当为“战役”的概念。在1982年之前，美军对“战役”这一概念使用的是battle，但是battle不但可以表示战役，还可以表示大型战争中的某一方面战争，如第二次世界大战下的苏德战争、意大利-希腊战争均采用battle一词。直到1982年才逐渐将battle专用于形容方面战争，而operation开始形容专一战役。